# Loutra (Kythnos)
Loutra (griechisch Λουτρά (n. pl.)) ist ein Küstendorf auf der griechischen Insel Kythnos in den westlichen Kykladen.

## Lage, Einwohnerzahl und Wirtschaft
Das Dorf befindet sich im nordöstlichen Teil der Insel, 5 km von Chora und 11 km von Merichas entfernt. Nach der Volkszählung von 1991 hatte Loutra 142 Einwohner. Bei der Volkszählung 2001 wurden 63 ständige Einwohner gezählt, und bis 2011 stieg die Einwohnerzahl auf 81 ständige Einwohner, die im Tourismus und in der Fischerei tätig sind.

## Etymologie
Das Dorf Loutra (die Bäder) verdankt seinen Namen den Thermalbädern an den heißen Quellen, die schon in der Römerzeit bekannt waren.

## Geschichte
In der Nähe von Loutra befindet sich die archäologische Ausgrabungsstätte von Maroula, die Funde aus dem Mesolithikum enthält. Das Gebiet von Loutra ist seit der Antike bewohnt, da es dort Trinkwasser und einen natürlichen Hafen gibt. Seitdem ist Loutra für seine Thermalquellen bekannt.
Obwohl die Quellen schon in der Antike genutzt wurden, wurden die ersten Anlagen zur Nutzung der Thermalquellen (von Agioi-Anargyroi und Kakavos) 1782 während der osmanischen Besatzung von Nikolaos Mavrogenis, dem Dolmetscher der osmanischen Flotte, errichtet. Damals entdeckte man die therapeutischen Eigenschaften der Quellen und auf Empfehlung der medizinischen Fakultät wurde mit dem Bau des Thermalkomplexes begonnen, der nach Angaben der Einheimischen bis zu diesem Zeitpunkt von den Einheimischen nur zum Treten und zum Waschen von Decken und Teppichen genutzt wurde.
Das ursprüngliche Kurhaus wurde 1857 nach den Plänen des Architekten Christian Hansen und seines Assistenten Laurent, der für die Ausführung verantwortlich war, fertiggestellt. Einige Jahre später wurde das angrenzende neoklassizistische Gebäude mit Ziegeldach nach Entwürfen von Ernest Ziller errichtet. Im Hafen von Loutra wurde das Erz aus dem Berg Kakovolo verladen.
Loutra erhielt 1932 dank einer Spende der Familie Kanellopoulos erstmals Strom. Im Mai 1941, während der Besetzung Griechenlands durch die Achsenmächte, landeten italienische Truppen in Loutra. Loutra begann sich in den 1980er Jahren zu entwickeln. Das Dorf verfügt heute über einen Jachthafen und eine Fischerhütte für die Fischer.

## Grundwasser
Die Felsen in diesem Gebiet sind im Allgemeinen durchlässig. Es werden durchlässige Klärgruben verwendet, was zu einer Verschmutzung des Grundwasserspiegels führt. Bohrungen in Loutra haben gezeigt, dass das Wasser innerhalb akzeptabler Grenzen trinkbar ist, im Gegensatz zu den meisten anderen Gebieten von Kythnos, wo dies nicht der Fall ist.

## Thermalquellen
In Loutra gibt es zwei Thermalquellen vulkanischen Ursprungs:
Die Thermalquelle Agioi Anargyroi (fließt in das Hydrotherapiezentrum):
- mehr als 15 000 mg gelöste Feststoffe pro Liter Wasser, hauptsächlich Chlor und Natrium
- Wassertemperatur von 38° Celsius
- mäßig radioaktiv mit einer Konzentration von 25 Mach

Thermalquelle von Kakkavos (50 Meter von der Quelle von Agii Anargyri entfernt, fließt direkt ins Meer):
- eisenhaltige alkalische Quelle mit Natriumjodid, Bromid und Chlorid
- Wassertemperatur von 52 °C
- schwach radioaktiv mit einer Konzentration von 4,1 Mach[11]

## Archäologische Ausgrabungen
Bei Ausgrabungen unmittelbar nördlich des Dorfes bei Maroulas wurden prähistorische Rundbehausungen, Gräber und ein menschliches Skelett sowie Steinwerkzeuge aus Feuerstein, Quarz und Obsidian entdeckt.

## Galerie

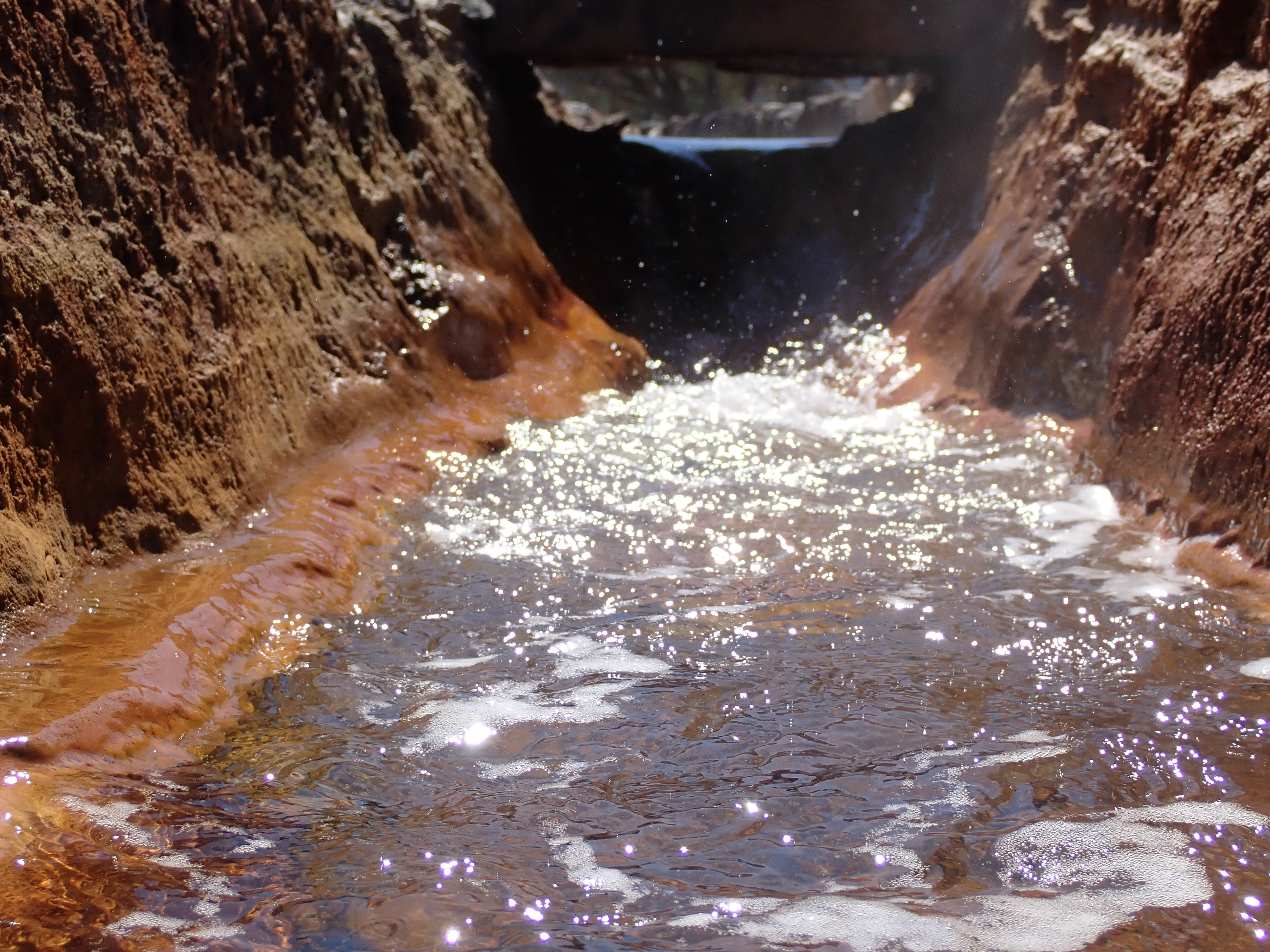
Wasser der heißen Quellen
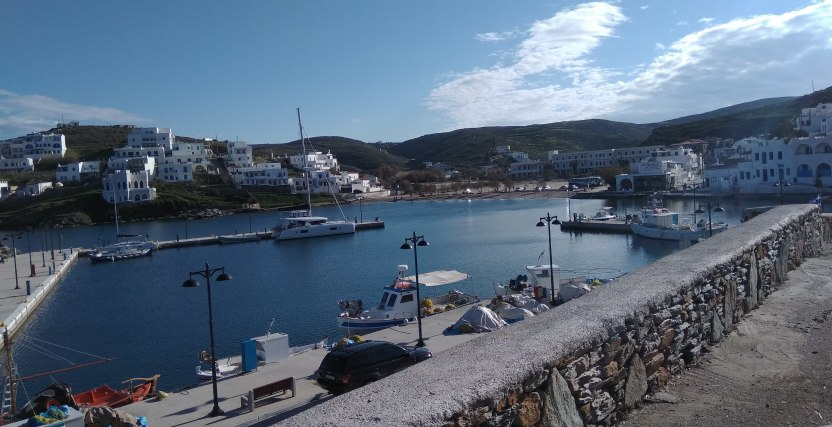
Hafen von Loutra
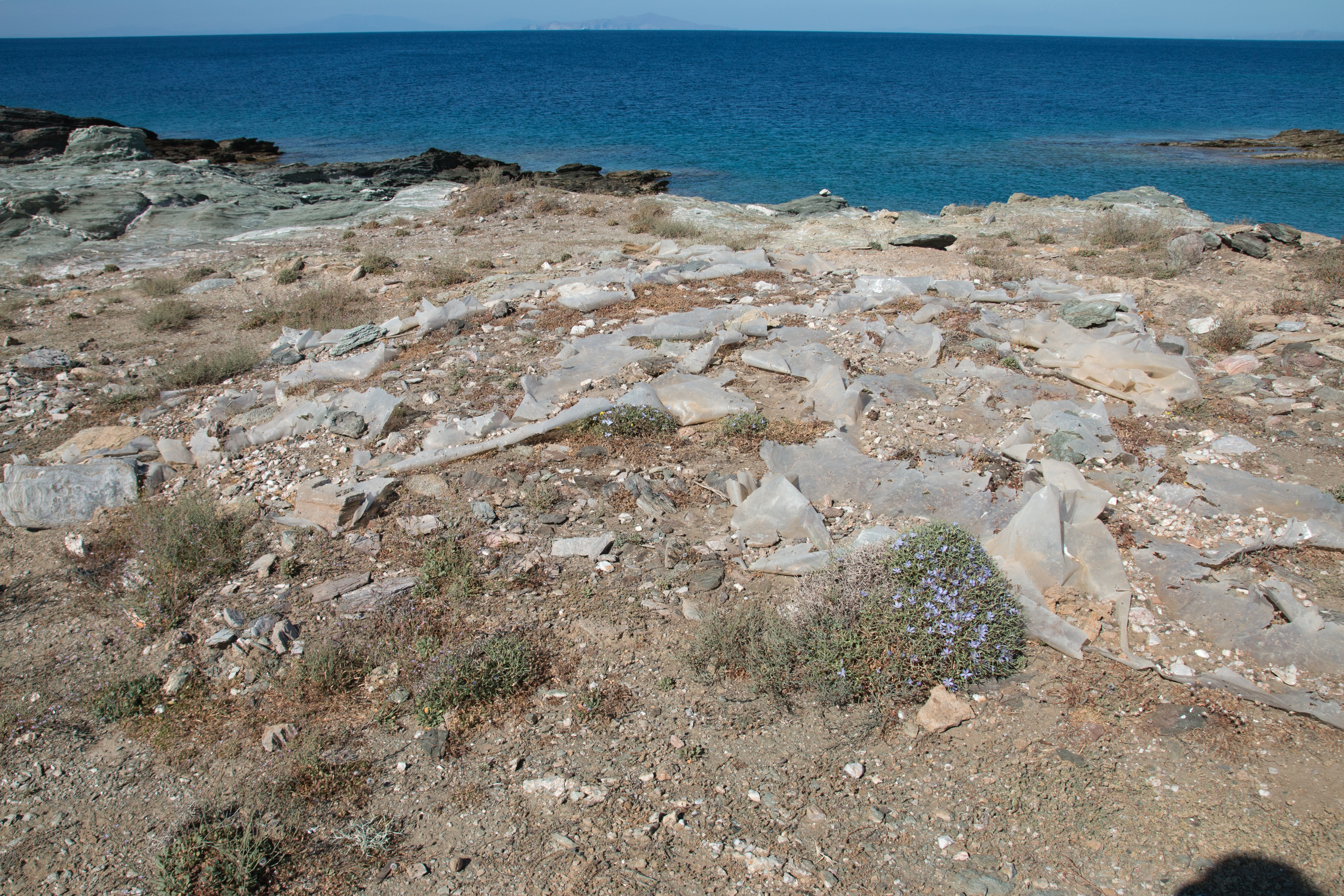
Maroulas